# Blackie's Redemption
Blackie's Redemption er en amerikansk stumfilm fra 1919 af John Ince.

## Medvirkende
| Skuespiller      | Rolle          |
| ---------------- | -------------- |
| Bert Lytell      | Boston Blackie |
| Alice Lake       | Mary Dawson    |
| Henry Kolker     | Fred           |
| Bernard Durning  | Sober Dent     |
| Jack Duffy       |                |
| William Musgrave |                |
| Gertrude Short   |                |
| Don Bailey       |                |
| Wilton Taylor    | Mack           |
| Ah Toy           |                |
| Joseph Kilgour   |                |